# Когольос Вега
Когольос Вега (на испански: Cogollos Vega) е населено място и община в Испания. Намира се в провинция Гранада, в състава на автономната област Андалусия. Общината влиза в състава на района (комарка) Вега де Гранада. Заема площ от 50 km². Населението му е 2068 души (по данни от 2010 г.).